# جبار (يوم)
جُبَار اسم يوم الثلاثاء في الجاهلية.
قال ابن دريد: